# Luogosanto
Luogosanto – miejscowość i gmina we Włoszech, w regionie Sardynia, w prowincji Sassari. Graniczy z Aglientu, Arzachena, Luras i Tempio Pausania.
Według danych na rok 2004 gminę zamieszkiwało 1825 osób, 13,5 os./km².